# William Finn

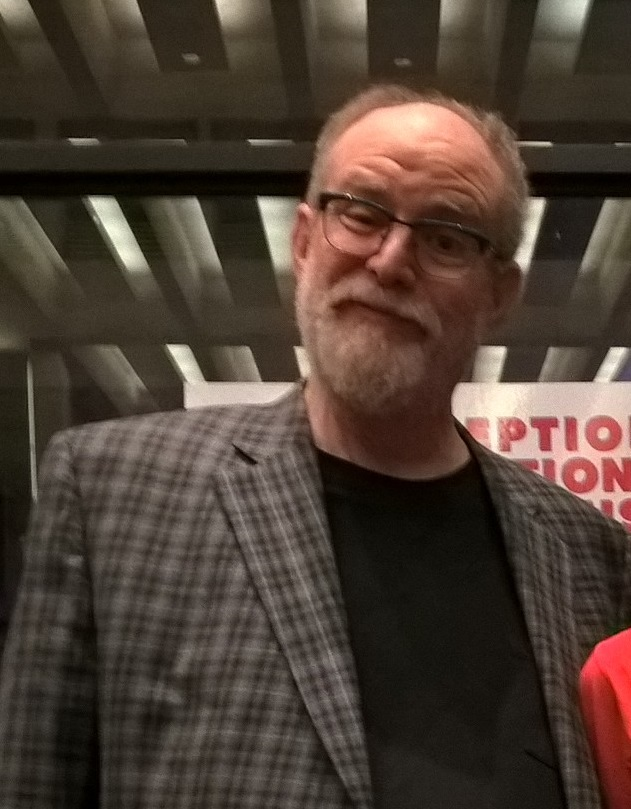
William Finn, 2016

William Alan Finn (* 28. Februar 1952 in Boston, Massachusetts; † 7. April 2025 in Bennington, Vermont) war ein US-amerikanischer Komponist und Autor von Songtexten. Er war vor allem für seine Musicals wie Falsettos bekannt, für das er bei den Tony Awards 1992 in den Kategorien Beste Originalmusik und Bestes Musicallibretto, ausgezeichnet wurde. Zu den weiteren Musicals gehören A New Brain (1998) und The 25th Annual Putnam County Spelling Bee (2005).

## Leben
Finn wurde am 28. Februar 1952 in Boston, Massachusetts geboren. Er war Jude 
und wurde im Bereich des Konservativen Judentums erzogen.  Er wuchs in Natick, Massachusetts bei seinen Eltern und mit seinen Geschwistern Michael and Nancy auf. Er gehörte zur Gemeinde Temple Israel of Natick, deren Gemeinderabbiner der Autor und Dozent Harold Samuel Kushner war. Bereits in der Hebräisch-Schule schrieb Finn sein erstes Theaterstück, über das er später sagte: “I don't think I ever told anyone this: The first play I ever wrote was in Hebrew. I have no idea what it was about. But it was horrible, I guarantee it. I couldn't write plays, and I couldn't really speak Hebrew, so how good could it be?” (deutsch: „Ich glaube nicht, dass ich das jemals jemandem erzählt habe: Das erste Stück, das ich je geschrieben habe, war auf Hebräisch. Ich habe keine Ahnung, wovon es handelte. Aber es war grauenhaft, das garantiere ich. Ich konnte keine Stücke schreiben und ich konnte auch nicht wirklich Hebräisch sprechen, wie gut konnte das dann schon sein?“) Als er auf die Natick High School wechselte, trat Finn in das Natick Speech Team ein, und meldete sich für das Drama Department an, das zu dieser Zeit von Gerald Dyer geleitet wurde. Zu seiner Bar Mitzwa, bekam er seine erste Gitarre und brachte sich das Spielen darauf selbst bei.
Als er auf das Williams College in Williamstown, Massachusetts wechselte, belegte er als Hauptfach Musik. Ursprünglich hatte er als Hauptfach Gitarre gewählt, schrieb aber später darüber:

“When I got to college I kind of transferred to the piano. I transferred what I knew on the guitar to the piano. But when I was playing the guitar I was always writing my own songs — and singing a few of — I only had one book of folk songs, a blue book, of these sad, sad folk songs. ...I would start them the way they were written and then I would change them to how I wanted them.... I would just use the lyrics — re-musicalize the lyrics.”

„Als ich aufs College kam, wechselte ich irgendwie zum Klavier. Ich habe alles, was ich auf der Gitarre konnte, aufs Klavier übertragen. Aber als ich Gitarre gespielt hatte, schrieb ich eben immer meine eigenen Lieder gespielt – und ein paar davon auch gesungen – und ich hatte eben nur ein Folksongbuch, das einen blauen Einband hatte, und voll von diesen traurigen, schwermütigen Folksongs war … Ich fing immer damit an, wie sie geschrieben waren, und habe ich sie dann so verändert, wie ich sie haben wollte… Ich wollte vor allem die Texte verwenden – also die Texte neu vertonen.“

Zum Abschluss des Colleges wurde er mit dem „Hutchinson Fellowship“-Award ausgezeichnet, einem Preis für musikalische Komposition.

## Laufbahn
Finn war ein stark autobiografisch arbeitender Autor, der seine Texte stets selbst verfasste. Zu seinen Themen gehörten die Erfahrungen von Homosexuellen und Juden im heutigen Amerika, aber auch die Themenfelder Familie, Zugehörigkeit, Krankheit, Heilung und der Verlust. In einem Artikel aus dem Jahr 2006 heißt es, dass die Washington Post ihn sogar einmal als „preisgekrönten Komponisten des Verlusts“ bezeichnet habe.
Finn wurde besonders durch seine Arbeit an einer Trilogie von Kurzmusicals mit den Titeln In Trousers, March of the Falsettos und Falsettoland bekannt, die Off-Broadway gespielt wurden. In den drei Musicals wird in chronologischer Form das Leben von Marvin; seiner Ex-Frau Trina, seinem Freund Whizzer, seinem Psychiater Mendel und seinem Sohn Jason erzählt. Dabei ist das Musical Falsettos eine Kombination aus den beiden letzten Teilen der Trilogie (March of the Falsettos und Falsettoland). Es feierte seine Premiere am Broadway im John Golden Theater am 29. April 1992 und erreichte insgesamt 486 Vorstellungen. Bei den Tony Awards 1992 im Jahr 1992 wurde es mit dem Tony Award for Best Original Score 1992 und dem Tony Award for Best Book of a Musical 1992 ausgezeichnet, wobei Finn in der letztgenannten Kategorie gemeinsam mit dem Ko-Autor James Lapine ausgezeichnet wurde.
Eine auch von den Kritikern gefeierte Wiederaufnahme erfolgte am 29. September 2016, diesmal im Walter Kerr Theater, wonach das Musical bei den Tony Awards 2017 insgesamt ganze fünf Nominierungen erhielt, zu denen auch die Nominierung als Beste Wiederaufnahme eines Musicals gehörte.
Zusammen mit Lapine hatte Finn ein weiteres Musical geschrieben, das lose auf seiner Nahtoderfahrung in Folge einer Gehirnoperation basierte, und besonders die Rolle der Musik in seinem Leben und den Weg seiner Genesung untersuchte. Hauptfigur des Musicals ist hierbei ein Mann, der an einer möglicherweise tödlichen arteriovenösen Fehlbildung des Stammhirns (AVM) leidet. Finns langjähriger Partner Arthur Salvadore wird darin in der Figur des Roger Delli-Bovi porträtiert. Auch Finns Mutter kommt im Stück vor. In diesem Musical mit dem Titel A New Brain spielten u. a. Malcolm Gets, Kristin Chenoweth and Chip Zien. Die Premiere erfolgte 1998 in einer wichtigsten Spielstätten des Off-Broadway, dem Lincoln Center Theater. Das Musical gewann den Outer Critics Circle Award des Jahres 1999 für die Kategorie „Outstanding Off-Broadway Musical“. Die Premiere für das Vereinigte Königreich fand beim Edinburgh Festival Fringe im Jahr 2005 statt.
Bei der Feier zur Verleihung der Elliot Norton Awards 2006 holte Finn seinen früheren High-School-Lehrer für den Bereich Drama namens Gerry Dyer auf die Bühne, um einen Preis gemeinsam mit ihm zu präsentieren. Finn sagte dabei über Dyer, dass es ihm gelungen sei, seinen Schülern „eine gewisse Lachbereitschaft über das eigene Selbstwertgefühl einzubauen.“ Ein weiterer Student von Gerald Dyer namens Alison Fraser gelangte ebenfalls zu Ruhm am Broadway und arbeitete unter anderem zusammen mit Finn an dem Musical March of the Falsettos.
Finn landete einen weiteren Broadway-Erfolg mit dem Musical The 25th Annual Putnam County Spelling Bee, für das er sowohl die Musik wie auch das Libretto geschrieben hatte. Das Stück gewann gleich zwei Tony Awards für die beiden besten Nebendarsteller in einem Musical. Es war zunächst Off-Broadway erschienen und dann im Jahr 2005 an den Broadway umgezogen. Danach folgte noch eine Tournee durch die Vereinigten Staaten 2006. Dabei war das Musical anfangs nur in einem Workshop entwickelt und dann an der Barrington Stage Company (BSC) in Pittsfield, Massachusetts produziert worden, an der Finn erst später das sogenannte „The Musical Theatre Lab“ (MTL) zusammen mit dem BSC Artistic Director Julianne Boyd aufbauen sollte. Das MTL ist ein jährlich stattfindendes Sommer-Laboratorium, das besondere Künstlertalente im Bereich des Musicaltheaters fördert und dabei gleichzeitig musikalische Werke entwickelt, die dann von den beiden Kuratoren des Labs in persona Finn und Boyd "feinentwickelt" und produziert wurden.
Weitere drei Werke von Finn wurden in der Form von Musical-Revuen oder auch einfach nur als eine Folge von Songs produziert:
- Infinite Joy, in dem der Komponist selbst Klavier spielte und zusammen mit einer Starbesetzung sang, enthielt mehrere Lieder aus unvollendeten Shows und einige, die aus früheren Shows herausgenommen worden waren.
- Elegies: A Song Cycle (2003) präsentiert eine Folge von Songs, die der Komponist zur Erinnerung an bereits verstorbene, geliebte Menschen geschrieben hatte, und sich als Antwort auf die Terroranschläge am 11. September 2001 verstehen.
- Make Me a Song wurde von dem Regisseur Rob Ruggiero zusammengestellt und hatte seine Premiere bei den Hartford Theaterworks im Summer 2006. Im Anschluss kam es im November 2007 Off-Broadway heraus und lief danach bis in den Dezember 2007 in insgesamt 54 Vorstellungen. Eine Live-Aufzeichnung der Produktion erschien bei Sh-K-Boom Records am 29. April 2008.[6]

Die erste „Show“ von Finn trug den Titel Sizzle und war im Herbst 1971 am Williams College herausgekommen. Finn hatte damals die Musik komponiert und die Songtexte geschrieben, während das Libretto von seinem guten Freund Charlie Rubin stammte. Sizzle war das erste Original-Musical, dass auf dem Campus des Williams College entstanden war, seit Stephen Sondheim das College mehr als 20 Jahre zuvor besucht hatte. Sizzle  war ein Coming-of-Age-Musical über Collegestudenten, dass jedoch auf eine ungewöhnliche Weise endete, indem der Star der Show, gespielt von J. Tyler Griffin, Jr., auf dem elektrischen Stuhl starb. „Sizzle“ wurde vor vollen Häusern aufgeführt. Bleibt noch zu sagen, dass Rubin heute noch ein Tonband mit Ausschnitten aus der Show besitzt, das den größten Teil der Musik der Aufführung enthält.
Einige der Lieder von Finn befinden sich auch auf dem Album „Songs of Innocence and Experience“ von Lisa Howard, das am 12. April 2011 veröffentlicht wurde.
Die Musical Comedy Little Miss Sunshine feierte ihre Premiere am La Jolla Playhouse in Kalifornien und lief vom 15. Februar 2011 bis zum 27. März 27 2011. James Lapine hatte das Buch geschrieben und führte auch Regie. Das Setdesign stammte von David Korins, das Staging wurde von Lapine and Christopher Gattelli gemeinschaftlich ausgeführt. Zur Besetzung der Uraufführung gehörten Hunter Foster (Richard), Malcolm Gets (Frank), Dick Latessa (Grandpa), Taylor Trensch (Dwayne), Georgi James (Olive), and Jennifer Laura Thompson (Sheryl). Das Ensemble, von dem Jay Irwin schrieb: „...nahm die kleinen Rollen, die ihm gegeben wurden, und rannte mit ihnen fast direkt aus dem Theater heraus, da jeder von ihnen brillant die komödiantische Abwechslung zum ‚Hetero-Mann‘ der Familie spielte“, bestand aus Bradley Dean, Carmen Ruby Floyd, Eliseo Roman, Andrew Samonsky, Sally Wilfert und Zakiya Young.
Little Miss Sunshine erlebte sein ersten Voraufführungen am Off-Broadway im Second Stage Theatre in New York ab dem 15. Oktober 2013 und hatte seine Premiere dann am 14. November 2013.
Zu den Menschen, mit denen Finn am häufigsten zusammenarbeitete gehören der Librettist James Lapine, die Regisseurin Graciela Daniele sowie die Sänger und Schauspieler Stephen Bogardus, Carolee Carmello, Stephen DeRosa, Alison Fraser, Keith Byron Kirk, Norm Lewis, Michael Rupert, Mary Testa, Christian Borle und Chip Zien.
Finn war einer der wenigen, besonders ausgesuchten Komponisten, die einen Beitrag zu der Song-Reihe Stars of David leisten durften, die dann im Oktober 2012 bei der Philadelphia Theatre Company herauskam. Die Zusammenstellung basierte auf dem Buch von Abigail Pogrebin mit dem Titel Stars of David: Prominent Jews Talk About Being Jewish.  Die Songs wurden unter anderem von Nancy Balbirer, Alex Brightman, Joanna Glushak, Brad Oscar und Donna Vivino.präsentiert. Finn trug auch mehrere Songs zum Off-Broadway-Musical Mama & her Boys bei.
Seine Show The Royal Family of Broadway, die sich lange Zeit noch in Entwicklung befand, beruht auf einem Libretto von Richard Greenberg, das wiederum auf einem Theaterstück von George S. Kaufman und Edna Ferber basiert. Es erzählt die Geschichte eines Mädchens, das aus einer Familie großer Broadway-Schauspieler hervorgegangen ist, die sich alle eines Tages dafür entschieden haben, das Show Business hinter sich zu lassen und zu heiraten. Wenn man den persönlichen Notizen Finns zu Make Me a Song Glauben schenken darf, hat er das Projekt aufgrund des Magazins Playbill und eines Artikels darin aus dem Jahr 2006 zunächst auf Eis gelegt. Ungeachtet dessen erlebte das Musical dann doch seine erste vollständige Produktion im Jahr 2018 durch die Barrington Stage Company, und zwar auf Grundlage eines Buches der Putnam-Librettistin Rachel Sheinkin.

## Privates
Finn war homosexuell und lebte zusammen mit seinem Lebensgefährten Arthur Salvadore in New York City sowie in Pittsfield (Massachusetts).
Finn war Mitglied des Tisch-School-of-the-Arts-Graduate-Programms der Musical Theater Writing-Fakultät. Er war Mitgründer und Artistic Producer des Musical Theatre Lab bei der Barrington Stage Company in Pittsfield, Massachusetts, die bereits im Jahr 2006 gegründet worden war.

### Gesundheit und Tod
1992 litt Finn unter nachlassender Sehkraft, Schwindel und teilweiser Lähmung und musste ins Krankenhaus eingeliefert werden. Bei ihm wurde schließlich eine Arteriovenöse Malformation (AVM), also eine Missbildung seines Gehirnstamms festgestellt. Deswegen erfolgte im September 1992 erfolgte eine Gamma-Knife-Operation, bei der diese AVM verödet wurde. Nach der Operation erlebte Finn ein Jahr voller „demütiger Gelassenheit“, wie er es selbst beschrieb, und hatte dabei ständig das Gefühl, ein „neues Gehirn“ zu haben. Finns Musical „A New Brain“ von 1998 basiert auf diesen Erfahrungen mit seiner AVM und der anschließenden erfolgreichen Operation.
Finn starb am 7. April 2025 im Alter von 73 Jahren in einem Krankenhaus in Bennington, Vermont, an Lungenfibrose.

## Werke

### Bühnenwerke
- In Trousers (1979, überarbeitet 1985) – Off-Broadway-Musical – Komponist, Songtexte, Libretto
- March of the Falsettos (1981) – Off-Broadway-Musical – Komponist, Songtexte, Libretto
- America Kicks Up Its Heels (1983) – Off-Broadway-Musical – Komponist, Songtexte. Libretto von Charles Rubin – eine Frühfassung von Romance in Hard Times
- Dangerous Games (1989) – Broadway-Musical – Songtexte (Musik von Ástor Piazzolla, Libretto von Graciela Daniele und Jim Lewis)
- Romance in Hard Times (1989, überarbeitet 2015) – Off-Broadway-Musical – Komponist, Songtexte, Libretto
- Falsettoland (1990) – Off-Broadway-Musical – Komponist, Songtexte, Libretto von James Lapine
- Falsettos (1992) – Broadway-Musical – Komponist, Songtexte, Ko-Autor zusammen mit James Lapine; Kombination aus March of the Falsettos und Falsettoland
- The Sisters Rosensweig (1993) – Broadway-Theaterstück – Komponist und Songtext für das Lied „Scarlet Pimpernel“
- A New Brain (1998) – Off-Broadway-Musical – Komponist, Songtexte, Ko-Autor zusammen mit James Lapine
- Love's Fire (1998) – Stückautor, Komponist und Songtext für das Lied „Painting You“
- Muscle (2001) – O'Rourke Center for the Performing Arts, Truman College – Komponist (Songtexte von Ellen Fitzhugh, Buch von James Lapine)
- Elegies: A Song Cycle (2003) – Off-Broadway-Revue – Komponist, Songtext
- The 25th Annual Putnam County Spelling Bee (2004) – Off-Broadway-Musical, Umzug ans Broadway im Jahr 2005 – Komponist, Songtexte (Buch von Rachel Sheinkin)
- Make Me a Song (2007) – Off-Broadway-Revue – Komponist, Songtexte
- Little Miss Sunshine (2011) – La Jolla Playhouse Musical und später Umzug an den Off-Broadway, Second Stage Theatre, (2013) – Komponist, Songtexte (Buch von James Lapine)
- The Royal Family of Broadway (2018) – Barrington Stage Company (neues Buch von Rachel Sheinkin, Original-Buch von James Lapine)

### Film
- The Brave Little Toaster to the Rescue (1997) – Lieder (Liedtexte von Ellen Fitzhugh, Filmmusik von Alexander Janko)
- The Brave Little Toaster Goes to Mars (1998) – Lieder (Liedtexte von Ellen Fitzhugh und Alexander Janko)
- The Adventures of Tom Thumb and Thumbelina (2002) – Komponist, Liedtexte[14]

### Fernsehen
- Ira Sleeps Over (1991) – TV-Special, Teil der Serie HBO Storybook Musicals – Komponist, Liedtexte
- Pokey Little Puppy's First Christmas (1992) – Komponist, Liedtexte[14]

Bekannte Lieder:
- Anytime (I Am There)
- The Baseball Game
- Change
- Four Jews in a Room Bitching
- Goodbye / Boom Boom
- Gordo's Law of Genetics
- Heart and Music
- Holding to the Ground
- How Marvin Eats His Breakfast
- Sailing
- I Have Found
- The I Love You Song
- Infinite Joy
- Just Go
- Monica and Mark
- Republicans
- Set Those Sails
- Song of Innocence and Experience
- Unlikely Lovers
- What More Can I Say?
- What Would I Do?
- When the Earth Stopped Turning
- Whizzer Going Down

## Auszeichnungen und Nominierungen
| Year | Association      | Category                      | Nominated work                             | Result    |
| ---- | ---------------- | ----------------------------- | ------------------------------------------ | --------- |
| 1991 | Drama Desk Award | Outstanding Music             | Falsettoland                               | Gewonnen  |
| 1991 | Drama Desk Award | Outstanding Lyrics            | Falsettoland                               | Gewonnen  |
| 1992 | Tony Award       | Bestes Musicallibretto        | Falsettos                                  | Gewonnen  |
| 1992 | Tony Award       | Beste Originalmusik           | Falsettos                                  | Gewonnen  |
| 1999 | Drama Desk Award | Outstanding New Musical       | A New Brain                                | Nominiert |
| 1999 | Drama Desk Award | Outstanding Book of a Musical | A New Brain                                | Nominiert |
| 1999 | Drama Desk Award | Outstanding Music             | A New Brain                                | Nominiert |
| 1999 | Drama Desk Award | Outstanding Lyrics            | A New Brain                                | Nominiert |
| 2005 | Tony Award       | Beste Originalmusik           | The 25th Annual Putnam County Spelling Bee | Nominiert |
| 2005 | Drama Desk Award | Outstanding Music             | The 25th Annual Putnam County Spelling Bee | Nominiert |
| 2005 | Drama Desk Award | Outstanding Lyrics            | The 25th Annual Putnam County Spelling Bee | Nominiert |